# Эстонская вспомогательная полиция
Эстонская вспомогательная полиция (нем. Estnische Hilfspolizei, эст. Eesti kaitsepataljonid) — эстонское коллаборационистское полицейское подразделение, существовавшее во время Второй мировой войны.

## Формирование
Национальные эстонские подразделения были впервые учреждены 25 августа 1941 года, когда по приказу фельдмаршала Вильгельма Риттера фон Лееба, командующего группой армий «Север», гражданам стран Прибалтики было разрешено призываться на службу в Вермахт и объединяться в добровольческие батальоны для выполнения охранных функций. В связи с этим генерал Георг фон Кюхлер, командующий 18-й армией вермахта, сформировал шесть эстонских добровольческих гвардейских подразделений (Estnische Sicherungsgruppe, Eesti julgestusgrupp; нумерация 181—186) на базе отрядов «Омакайтсе» (куда принимал на службу по контракту, заключаемому на один год).
После сентября 1941 года Верховное командование вермахта начало формировать эстонские вспомогательные полицейские батальоны («шуцманшафты») в дополнение к вышеупомянутым подразделениям для тыловой охраны в тылу группы армий «Север». За всё время войны в Эстонии было сформировано 26 шуцманшафтов, (нумерация с 29-го по 45-й, 50-й и с 286-го по 293-й). В отличие от аналогичных подразделений, дислоцированных в рейхскомиссариатах Украина и Остланд, у которых офицерами были немцы, эстонские полицейские батальоны целиком состояли из этнических эстонцев и в их ряды входил лишь один ревизор от немцев. По состоянию на 1 октября 1942 года, отряды эстонской полиции насчитывали 10 400 человек, и к ним был прикомандирован 591 немец.

## Участие в боевых операциях
Полицейские батальоны в основном действовали в тылу группы армий вермахта. 37-й и 40-й батальоны несли службу по охране тыла в Псковской области, а 38-й батальон — в районе Луга — Псков — Гдов. 288-й батальон занимался подавлением партизан в районе Ронсона. Полицейские батальоны номер 29, 31 и 32 участвовали в боях за Нарвский плацдарм.
С 22 ноября по 31 декабря 1942 года 36-й эстонский полицейский батальон принимал участие в Сталинградской битве. 29 августа 1944 года 37-й и 38-й полицейские батальоны участвовали в боях против советских войск, участвовавших в Тартуском наступлении. При поддержке 3-го батальона 45-го эстонского ваффен-гренадёрского полка они к 30 августа смогли отбить плацдарм у двух советских дивизий в Кяревере к западу от Тарту и захватили таллиннский шоссейный мост через Эмайыги: это была крупнейшая операция с участием эстонских полицейских батальонов. В ходе боевых действий фронт был отброшен на южный берег Эмайыги. Это побудило 2-й армейский корпус начать операцию по возвращению Тарту уже 4 сентября, которая увенчалась успехом.

## Полицейские батальоны
- 29. Eesti Politseipataljon — Estnische Polizei-Füsilier-Bataillon 29
- 30. Eesti Politseipataljon — Estnische Polizei-Füsilier-Bataillon 30
- 31. Eesti Politseipataljon — Estnische Polizei-Füsilier-Bataillon 31
- 32. Eesti Politseipataljon — Estnische Polizei-Füsilier-Bataillon 32
- 33. Eesti Politseipataljon — Estnische Polizei-Füsilier-Bataillon 33
- 34. Eesti Politsei Rindepataljon — Estnische Polizei-Front-Bataillon 34
- 35. Politsei Tagavarapataljon — Polizei-Ersatz-Bataillon 35
- 36. Eesti Politseipataljon — Schutzmannschaft-Front-Bataillon nr. 36
- 37. Eesti Politseipataljon — Estnische Polizei-Bataillon 37 (бывший Эстонский батальон вспомогательной полиции города Тарту — Estnische Schutzmannschafts-Abteilung Dorpat)[5]
- 38. Eesti Politseipataljon — Estnische Polizei-Bataillon 38 (бывший Эстонский батальон вспомогательной полиции города Феллин — Estnische Schutzmannschafts-Abteilung Fellin)[5]
- 39. Kaitse Vahipataljon Oberpahlen — Schutzmannschaft-Wacht-Bataillon 39 (бывший Эстонский батальон вспомогательной полиции «Полтсама» — Estnische Schutzmannschafts-Abteilung Poltsama)[5]
- 40. Eesti Politseipataljon — Estnische Polizei-Bataillon 40
- 41. Kaitse Tagavarapataljon
- 42. Kaitse Pioneeripataljon — Schutzmannschaft-Pioneer-Bataillon 42
- 286. Politsei Jalaväepataljon — Polizei-Füsilier-Bataillon 286
- 287. Полицейский Вахипатальон — Polizei-Wacht-Bataillon 287
- 288. Politsei Jalaväepataljon — Polizei-Füsilier-Bataillon 288
- 289. Politsei Jalaväepataljon — Polizei-Füsilier-Bataillon 289
- 290. Politsei Pioneeripataljon — Polizei Pionier-Bataillon 290
- 291. Politsei Jalaväepataljon — Polizei-Füsilier-Bataillon 291
- 292. Politsei Jalaväepataljon — Polizei-Füsilier-Bataillon 292
- 293. Politsei Jalaväepataljon — Polizei-Füsilier-Bataillon 293
- 521. Eesti Politseipataljon — Estnische Polizei-Füsilier-Bataillon 521